# Alphonse Georger
Alphonse Émile Georger (ur. 25 maja 1936 w Sarreguemines) – francuski duchowny katolicki, biskup Oranu w Algierii w latach 1998-2012.

## Życiorys
Święcenia kapłańskie przyjął 29 czerwca 1965.

## Episkopat
10 lipca 1998 papież Jan Paweł II mianował go biskupem Oranu. Sakry biskupiej udzielił mu 16 sierpnia 1998 – abp Joseph Duval. 1 grudnia 2012 papież przyjął jego rezygnację z urzędu, złożóną ze względu na wiek, a jego następcą mianował Jean-Paul Vesco.